# گکوی پلنگی ترکمن
گکوی پلنگی ترکمن (نام علمی: Eublepharis turcmenicus) نوعی گکو است که در مناطق نیمه بیابانی، کوهپایه‌ها در سراشیبی‌ها و تپه‌های سنگلاخی با پوشش گیاهی درختی یا بوته‌ای پراکنده در کپه داغ ترکمنستان و بخشی از شمال‌غربی ایران یافت می‌شود.

## مشخصات و ظاهر
طول گکو ۱۳۰ میلی‌متر دم ۸۰ میلی‌متر است. رنگ قسمت پشتی سفید مایل به صورتی یا زرد، همراه با نقاط قهوه‌ای تیره گرد تا مربعی است.

## بلوغ
جکوهای جوان حدود یک تا دو سالگی بالغ می‌شوند.